# Jake's Women
Jake's Women, traducido al español como Las mujeres de Jack es una obra de teatro del dramaturgo estadounidense Neil Simon, estrenada en 1992.

## Argumento
Jake es un escritor que no logra superar el fallecimiento de su primera esposa. Las mujeres de su vida retornan a su imaginación y entablan continuos diálogos con él: Su hermana, su psicóloga, su esposa fallecida, su nueva mujer...

## Representaciones destacadas
- Neil Simon Theatre, Broadway, Nueva York, 24 de marzo de 1992. Estreno.[1]
  - Dirección: Gene Saks.
  - Intérpretes: Alan Alda (Jake), Helen Shaver (Maggie), Talia Balsam (Sheila), Kate Burton (Julie), Genia Michaela (Molly, con 12 años), Tracy Pollan (Molly, con 21 años), Brenda Vaccaro (Karen), Joyce Van Patten (Edith).

- Teatro Príncipe Gran Vía, Madrid, 1999.[2]
  - Adaptación: Juan José Arteche.
  - Intérpretes: Carlos Larrañaga (Jack), Pilar Velázquez, Marisa Lahoz, Maribel del Prado, Marisa Pino, Marta Gutiérrez, Alicia Martínez.